# Baby Face Nelson
Baby Face Nelson (Babaarcú Nelson), valódi nevén Lester Joseph Gillis (Chicago, 1908., december 6. – Chicago, 1934., november 27.) amerikai bűnöző volt, aki a Szövetségi Nyomozóiroda ügynökeivel folytatott tűzharcban halt meg.

## Korai karrierje
Kamaszkorában chicagói fiatalkorúakkal „bandázott”, tőlük kapta gyerekkinézete miatt a babaarcú melléknevet. Már ekkor részt vett bűncselekményekben: autó- és abroncslopásban, illegális szeszfőzésben és -csempészésben, valamint fegyveres rablásban. 1922-ben autólopásért fiatalkorúak büntetőintézetébe küldték. Két év múlva feltételesen szabadult, de öt hónap múlva újra elítélték. 1928-ban megismerkedett Helen Wawzynakkal, akit feleségül vett.

## Harmincas évek
1931-ben bankrablásért elítélték Chicagóban. 1932. február 17-én megszökött, miközben Wheatonból visszaszállították a joliet-i fegyintézetbe. Ezután a nevadai Renóban volt egy ideig, majd a kaliforniai Sausalitóba szökött, ahol megismerkedett későbbi bűntársával, John Paul Chase-zel. Nelson a szeszcsempész Chase fegyveres kísérője lett. Jó barátokká váltak, Chase gyakran féltestvéreként mutatta be Nelsont, akihez közben felesége is csatlakozott.
1933 májusában az indianai Long Beachre költözött, ahol néhány hónapon át lakott. Itt ismerkedett meg több bűnözővel, köztük Homer Van Meterrel, és csatlakozott hozzájuk a texasi San Antonióban. Elképzelhető, hogy itt került kapcsolatba a Dillinger-bandával.
1933. decemberben Chase felkereste Nelsont, és a következő egy évben együtt tevékenykedtek. Ebben az időszakban egy embert valószínűleg lelőttek Minneapolisban, legalábbis az elkövetők autójának rendszámtáblája Nelsonhoz vezetett. Rövid bremertoni kitérő után Nelson és Chase ismét Renóba utazott. Chase később azt mondta, hogy Nelson veszekedés közben meggyilkolt egy férfit.

## Ismét Chicagóban

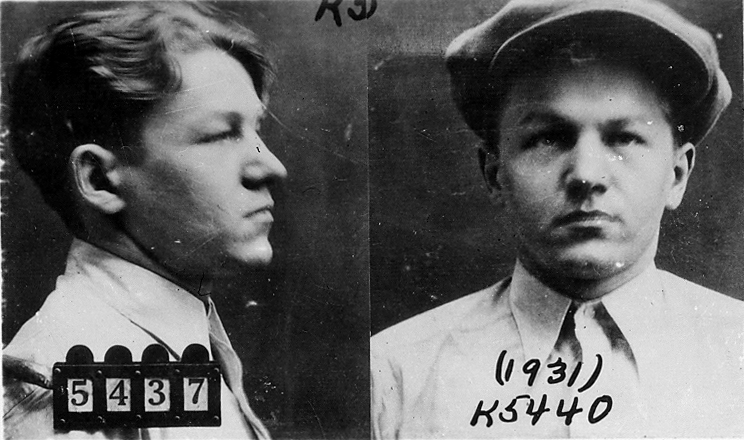
Rendőrségi felvétel Nelsonról 1931-ből

1934 áprilisában Nelson, felesége, Helen Gillis és John Paul Chase visszatért Chicagóba, ahol csatlakoztak a Dillinger-bandához. Amikor a banda a wisconsini Little Bohemia Lodge-ban vakációzott, Chase nem ment velük. Az FBI április 22-én értesült a bűnözők hollétéről, de az épülethez érkező ügynököket elárulták az ugató kutyák, így a banda férfi tagjai a sötétben elmenekültek. A nőket, köztük Helen Gillist hátrahagyták. Nelson egy közeli házba menekült, és két túszt ejtett. Amikor két szövetségi ügynök – J. C. Newman és W. Carter Baum – egy helyi rendőr kíséretében a helyszínre ért, Nelson tüzet nyitott az autójukban ülő rendőrökre, és Baumot agyonlőtte.
Rövid idő múlva Chase ismét csatlakozott Nelsonhoz. Egy hónappal később már a feltételesen szabaduló Helen Gillis is velük volt. A wisconsini Geneva-tó közelében laktak néhány napig. 1934. június 23-án díjat tűztek ki Nelson fejére. Hét nappal később Nelson, John Dillinger és Homer Van Meter részvételével a banda kirabolt egy bankot az indianai South Bendben. Egy rendőrt lelőttek. A gengszterek Chicagóba szöktek. Később Nelson agyonlőtt két rendőrt, aki megközelítette a Wolf Road-i találkozóhelyüket.
1934. július 22-én John Dillingert lelőtték, Nelson, a felesége, Chase és két bűntársuk Kaliforniába utazott. Dillinger halála után J. Edgar Hoover, az FBI vezetője Nelsont nevezte meg az egyes számú közellenségnek. Nelson és Chase a nyáron számos alkalommal megtette a Chicago–Kalifornia-utat, egyszer őrizetbe is vették őket egy kisvárosban gyorshajtásért. Öt dollár büntetést fizettek, és szabadon engedték őket. Autójukat, amelyben gépfegyverek, puskák és lőszerek voltak, nem kutatták át. Késő augusztusban a banda visszatért Chicagóba. Egy hónapon belül Nelson Nevadába, Chase New Yorkba utazott, majd 1934. október 10-én a nevadai Mindenben találkoztak. Visszatértek Chicagóba, ahonnan 1934. november 26-án egy lopott autóval távoztak Wisconsinba.

## Barringtoni tűzharc
Samuel P. Cowley chicagói FBI-nyomozót nevezték ki a Nelson utáni nyomozás irányítójának. 1934. november 27-én két különleges ügynök megpillantotta a lopott autójukkal haladó gengsztereket az illinoisi Barringtonban. Nelson az ügynökök mögé került, és Chase ötször rájuk lőtt automata puskájából. Az egyik ügynök viszonozta a tüzet, és eltalálta a bűnözők autójának hűtőjét. Az üldözéshez csatlakozott egy másik kocsival Cowley és Herman Edward Hollis különleges ügynök. A két bűnöző letért az országútról, és a barringtoni North Side Park bejáratánál állt meg, majd tüzet nyitott Cowley-ék autójára. A négy-öt perces tűzharcban Hollis ügynök a helyszínen meghalt, Cowley pedig másnap a kórházban halt bele sebeibe.
Nelson súlyosan megsérült, Chase segítette be Cowley autójába, majd a fegyvereiket és egyéb tárgyaikat is átpakolta a szövetségi járműbe. Helen Gillis végig a földön feküdt a lövöldözés alatt. Ő is beült a kocsiba, majd elhajtottak a helyszínről. Nelson aznap este nyolc körül meghalt. Az FBI-ügynökök egy névtelen telefonbejelentés alapján találták meg holttestét Niles Centernél, a mai Skokie-nál, egy temetőben másnap.
Nelson özvegyét 1934. november 29-én tartóztatták le. Mivel megsértette feltételes szabadon bocsátásának feltételeit, egy év és egy nap börtönbüntetésre ítélték. Kora decemberben Chase-t is letartóztatták a kaliforniai Mount Shastában.